# Palestinská legislativní rada
Palestinská legislativní rada (PLR) je jednokomorový zákonodárný orgán Palestinské autonomie, který je volen palestinskými obyvateli palestinských území na Západním břehu Jordánu a v Pásmu Gazy. V současné době má 132 členů, kteří jsou voleni v 16 volebních obvodech Palestinské autonomie. Od roku 2006 má Hamás a s Hamásem spříznění členové 74 ze 132 křesel v PLR.
První PLR se po ustavujících volbách poprvé sešla 7. března 1996. Podle dohody Oslo II jsou pravomoci a odpovědnosti PLR omezeny na občanské záležitosti a vnitřní bezpečnost v oblasti A Západního břehu Jordánu a Pásma Gazy, zatímco v oblasti B jsou omezeny na občanské záležitosti, přičemž bezpečnostní záležitosti jsou pod kontrolou Izraelských obranných sil. V oblasti C má Izrael plnou kontrolu.
Volby do druhé PLR v roce 2006 byly posledními volbami do PLR. Po rozkolu mezi Hamásem a Fatahem v roce 2007 přestala PLR fungovat a prezident vydává zákony formou dekretů. Volby do třetí PLR byly naplánovány na 22. května 2021.

## Budovy Palestinské legislativní rady
Na Západním břehu Jordánu má PLR dvě hlavní budovy.
V roce 2000 byla v Abú Dis, kde sídlí většina úřadů Palestinské autonomie odpovědných za záležitosti Jeruzaléma, zahájena výstavba budovy parlamentu, v níž by případně sídlila PLR, ale projekt nebyl nikdy dokončen.

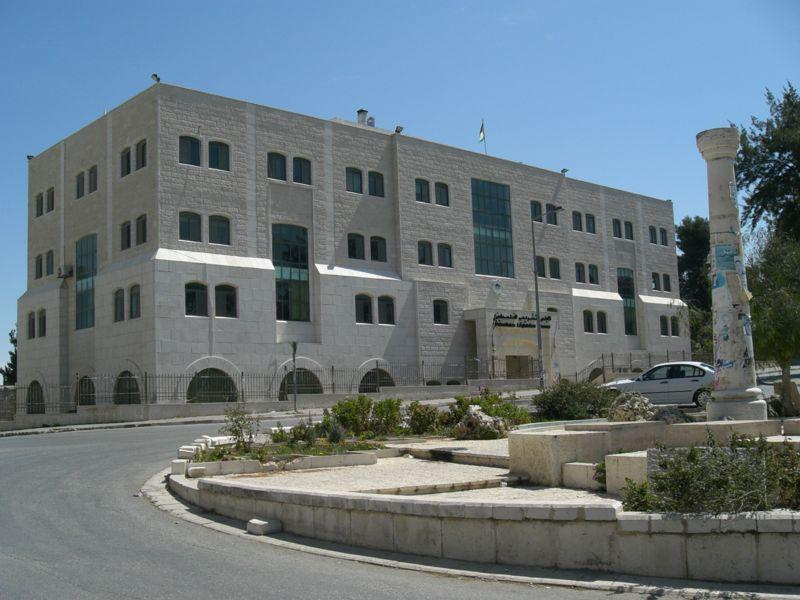
Budova PLR v Rámaláhu

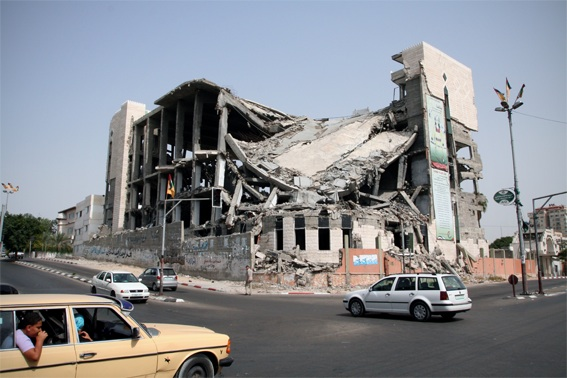
Zničená budova PLR v Gaze v září 2009.

Budovy PLR se opakovaně staly terčem izraelských útoků. V roce 2002 bylo sídlo na Západním břehu těžce poškozeno a vybavení zničeno. V lednu 2009 bylo sídlo v Gaze bombardováno během operace Lité olovo. Útoky odsoudila Goldstoneova mise OSN, která je označila za „závažné porušení rozsáhlého ničení majetku, které nebylo odůvodněno vojenskou nutností a bylo provedeno nezákonně a bezohledně“. Budova byla zničena v září 2009.